# Palu (Elazığ)
Palu (armenisch Բալու Palu) ist eine Stadt und Hauptort des gleichnamigen Landkreises in der türkischen Provinz Elâzığ. Die Stadt liegt etwa 75 Straßenkilometer östlich von Elâzığ und beherbergt etwa die Hälfte der Landkreisbevölkerung (Stand Ende 2020).

## Geografie
Der Fluss Murat, ein Quellfluss des Euphrat, durchfließt vom Nordosten kommend den Landkreis und bildet im Südwesten Palus den Keban-Stausee.

### Lage
Der Landkreis Palu liegt im Osten der Provinz und grenzt an den Kreis Kovancılar im Norden und Westen, die Kreise Arıcak und Alacakaya im Süden, im Südwesten bilden der Stausee der Keban-Talsperre sowie der zentrale Landkreis (Merkez) von Elâzığ die Grenze. Im Osten hat der Landkreis zwei Kreise der Provinz Bingöl als Nachbarn.

### Landkreis
Der Landkreis gab 1987 über die Hälfte seines Territoriums an den im Norden neugebildeten Landkreis Kovancılar ab. Die meisten der ca. 70 Dörfer gehörten bis dahin zu den damaligen Bucaks Merkez (Palu) und Çaybağı.

## Bevölkerung
Ende 2020 umfasste der Kreis neben der Kreisstadt eine weitere Gemeinde (Belediye): Beyhan  mit 1785 Einwohnern. Außerdem zählen noch 37 Dörfer (Köy) mit durchschnittlich 202 Bewohnern zum Kreis. Baltaşı ist mit 1152 Einwohnern sowohl das bevölkerungsreichste als auch das einzige Dorf mit mehr als 1000 Einwohnern. Das Dorf Kayahisar wechselte 2018 vom Kreis Arıcak in den Kreis Palu.
Palu lag Ende 2020 mit 18.754 Einwohnern auf dem 4. Platz der bevölkerungsreichsten Landkreise in der Provinz Elâzığ. Die Bevölkerungsdichte liegt mit 26 Einwohnern je Quadratkilometer unter dem Provinzdurchschnitt (63 Einwohner je km²).

## Geschichte
Die Geschichte Palus reicht bis in die Zeit des Neuassyrischen Reiches zurück. König Šulmanu-ašared III. benennt das Gebiet von Palu als das Land Išua. Er zog Mitte des 9. Jh. v. Chr. durch Palu gegen die nördlichen Stämme und Reiche wie Urartu. Wenig später erreichte der urartäische König Menua das Gebiet und hinterließ eine Stele in Eski Palu.
Nach den Urartäern herrschten hier andere Völker und Reiche. Dazu gehörten die Makedonen, die Parther, das Sassanidenreich, die Armenier, Sophene, die Römer, das Byzantinische Reich, die Araber, die Kurden, die Dulkadir, die Aq Qoyunlu und die Osmanen. Seit dem Sieg der Osmanen im 16. Jh. über die Safawiden wurden in Ostanatolien einige autonome kurdische Fürstentümer eingerichtet. Palu war eines dieser Fürstentümer. Als das Osmanische Reich an der Seite der Mittelmächte den Ersten Weltkrieg verlor, wurde Palu 1923 Teil der neuen Republik Türkei.

### Name
Früher hieß Palu auch Palahovid (von armenisch pala-hovid - „Tal des Pal“).

## Sehenswürdigkeiten

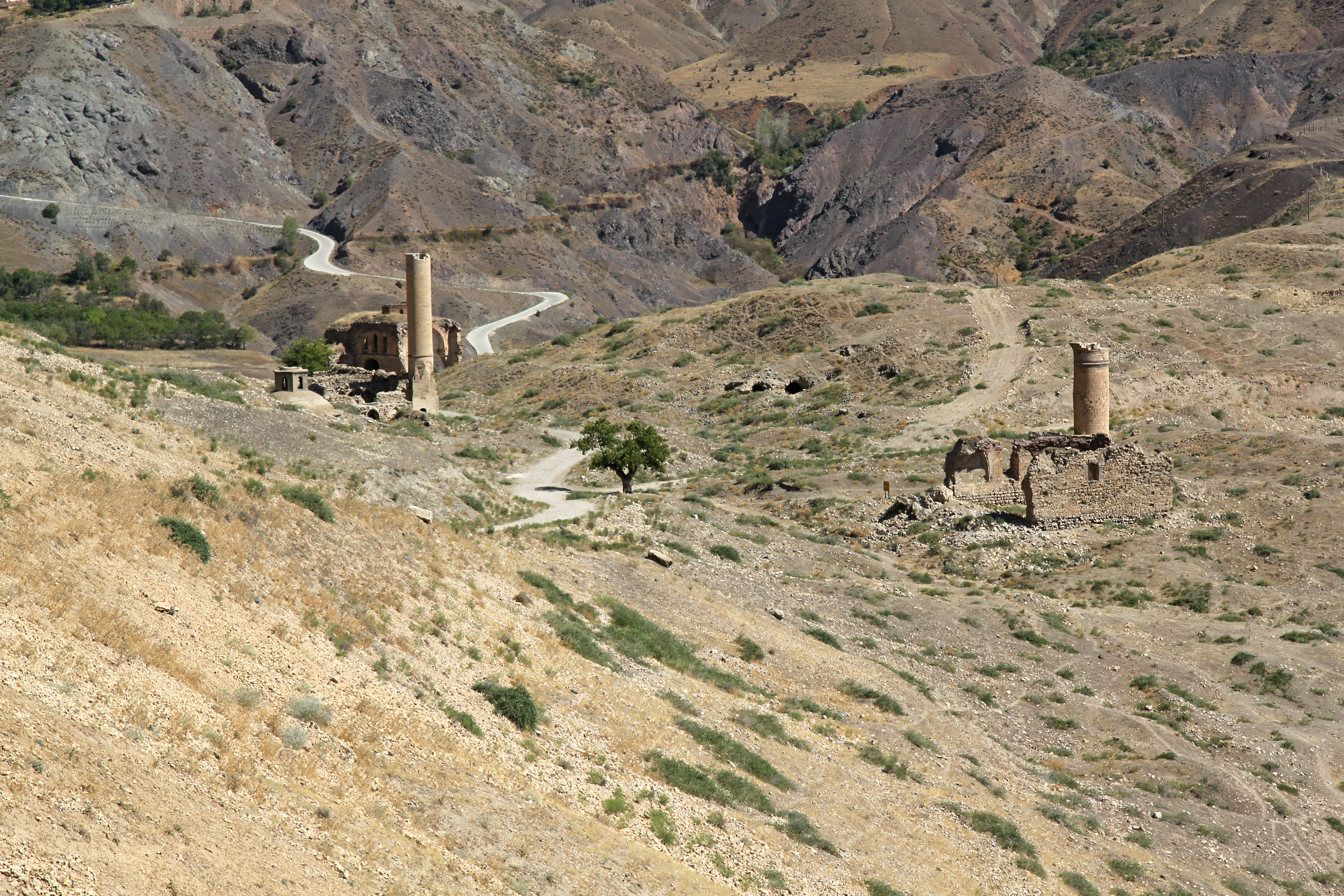
Blick vom Burgberg auf Moscheen, Hamam und Kirche

Die Sehenswürdigkeiten von Palu gruppieren sich alle um den zwei Kilometer östlich der Stadt liegenden Burgberg, Eski Palu (Alt-Palu) genannt. Der Berg wird in einer Schleife vom Murat umflossen.
- Palu Kalesi: Die Burg von Palu wurde vom urartäischen König Menua im 9./8. Jahrhundert v. Chr. erbaut. In einer Inschrift nennt er das Land Sebeteria.[4] Die Burg liegt auf dem Gipfel des Berges.
- Cemşit Bey Külliyesi: Diese Külliye (Stiftung) wurde im 16. Jahrhundert von den lokalen Herrschern errichtet. Der Bau liegt im Westen des Berges und umfasst eine Moschee, eine Madrasa, eine Türbe (Mausoleum) und eine Hazîre (Friedhof)
- Küçük Camii (Cami-i Sağir): Die Kleine Moschee ist 11 × 11 Meter groß und teilweise eingestürzt. Sie ist vermutlich im 16. Jahrhundert entstanden.[5]
- Ulu Camii (Cami-i Kebir): Das Baudatum der Großen Moschee ist unbekannt, wird aber in osmanischer Zeit vermutet. 1741 wurde sie restauriert. Sie misst etwa 24 × 11 Meter, anstelle eines Kuppeldaches hatte sie ein flaches Dach, das heute eingestürzt ist.[6]
- Hamam: Zwischen den beiden Moscheen liegt ein Hamam (Bad) aus dem Jahre 1654, das im klassischen osmanischen Stil gebaut wurde.[7]
- Kilise: Eine Kirchenruine, vermutlich aus byzantinischer Zeit, mit teilweise erhaltenen Wandmalereien.
- Palu Köprüsü: Diese Brücke über den Murat stammt nach Erzählungen aus römischer Zeit, doch der Baustil erinnert an den seldschukischen Stil. Daher wird angenommen, dass sie eventuell aus der Zeit der Ortoqiden (12. bis 15. Jahrhundert) stammt. Wahrscheinlich haben die Ortoqiden eine ältere römische Brücke repariert. Die Brücke ist 156,50 m lang und 3,5 m breit. 2010 wurde die Brücke restauriert. Sie ist befahrbar und verbindet die moderne Straße im Osten mit dem Burgberg.

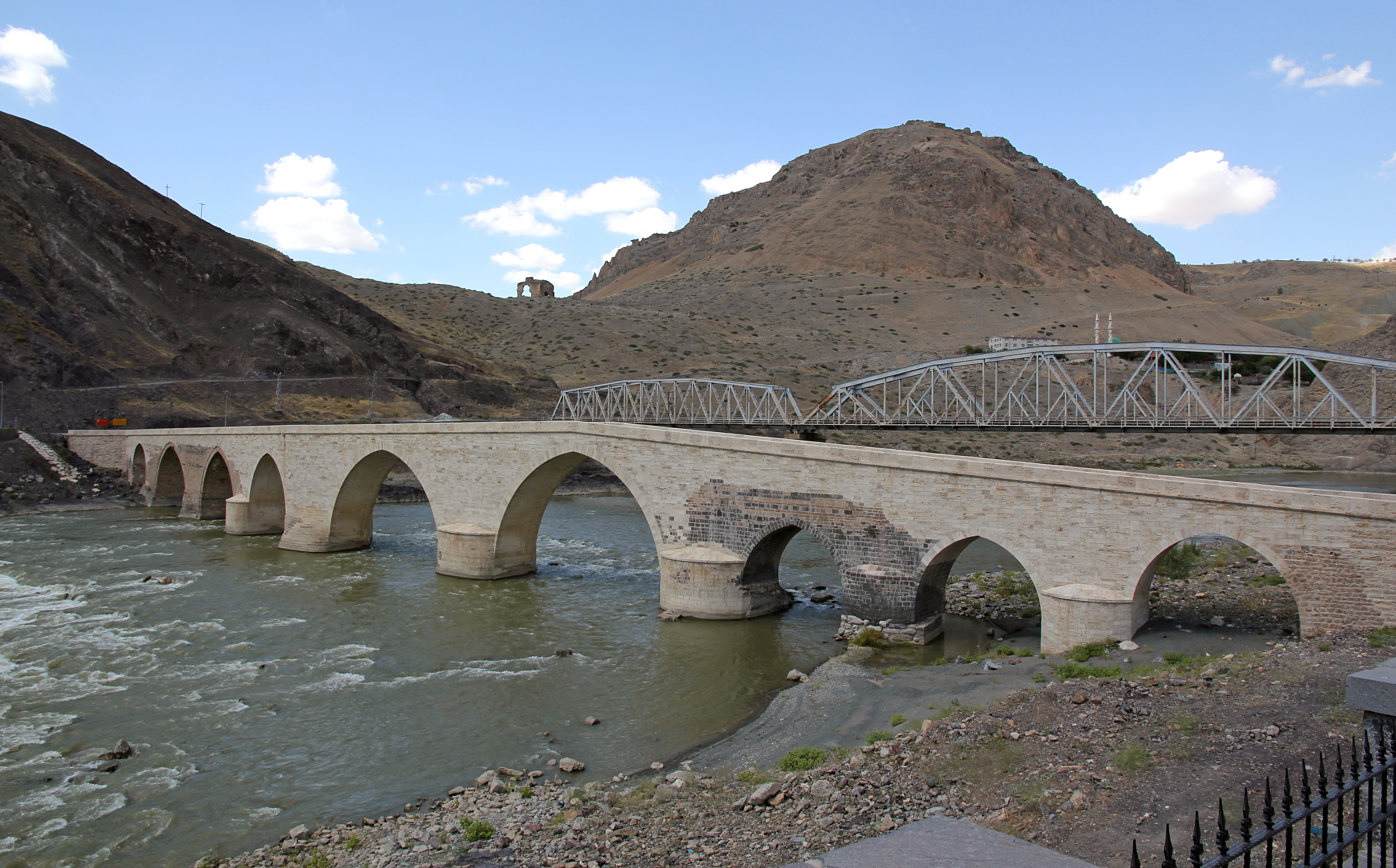
Brücke über den Murat mit der Kirche im Hintergrund
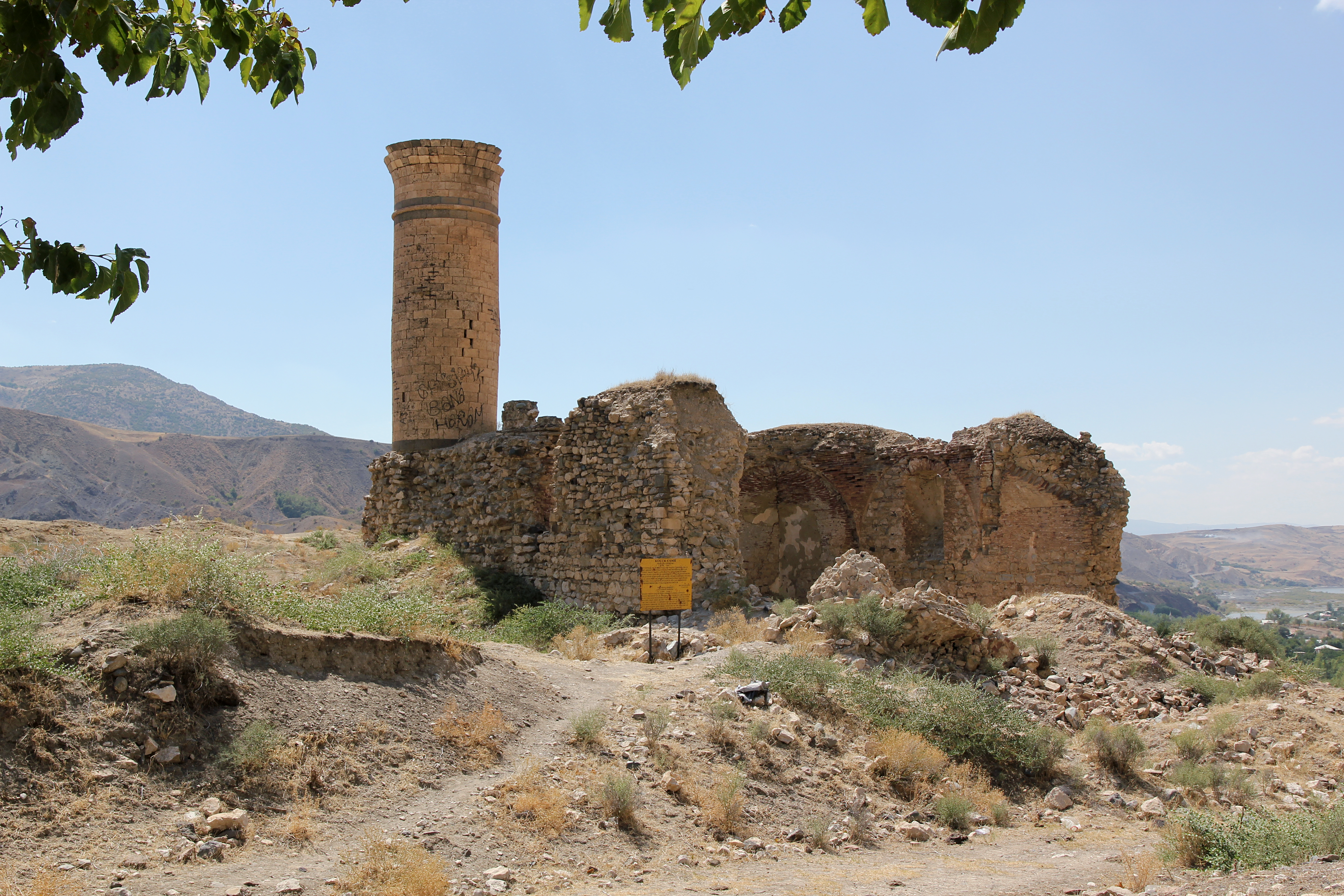
Küçük Camii
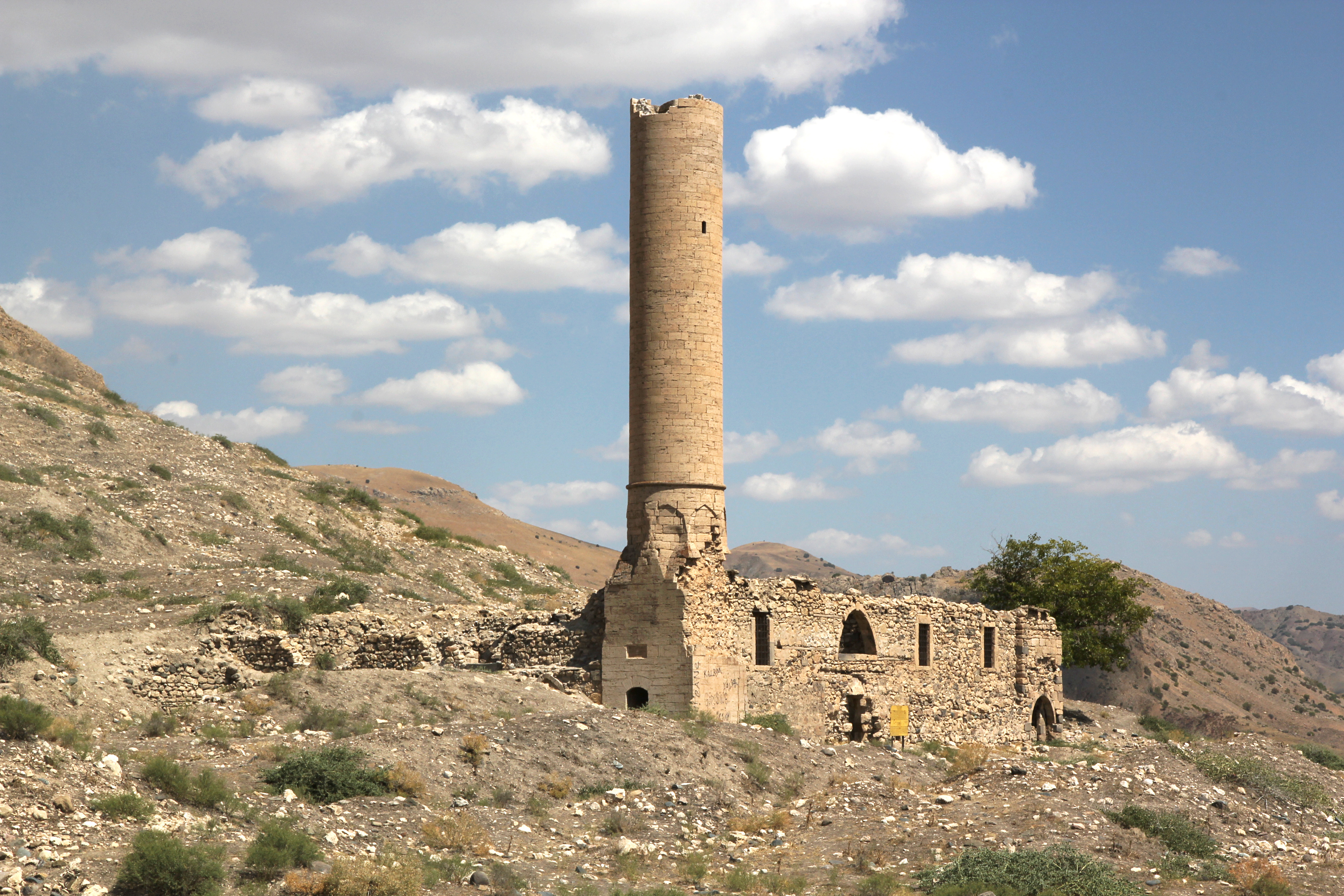
Ulu Camii
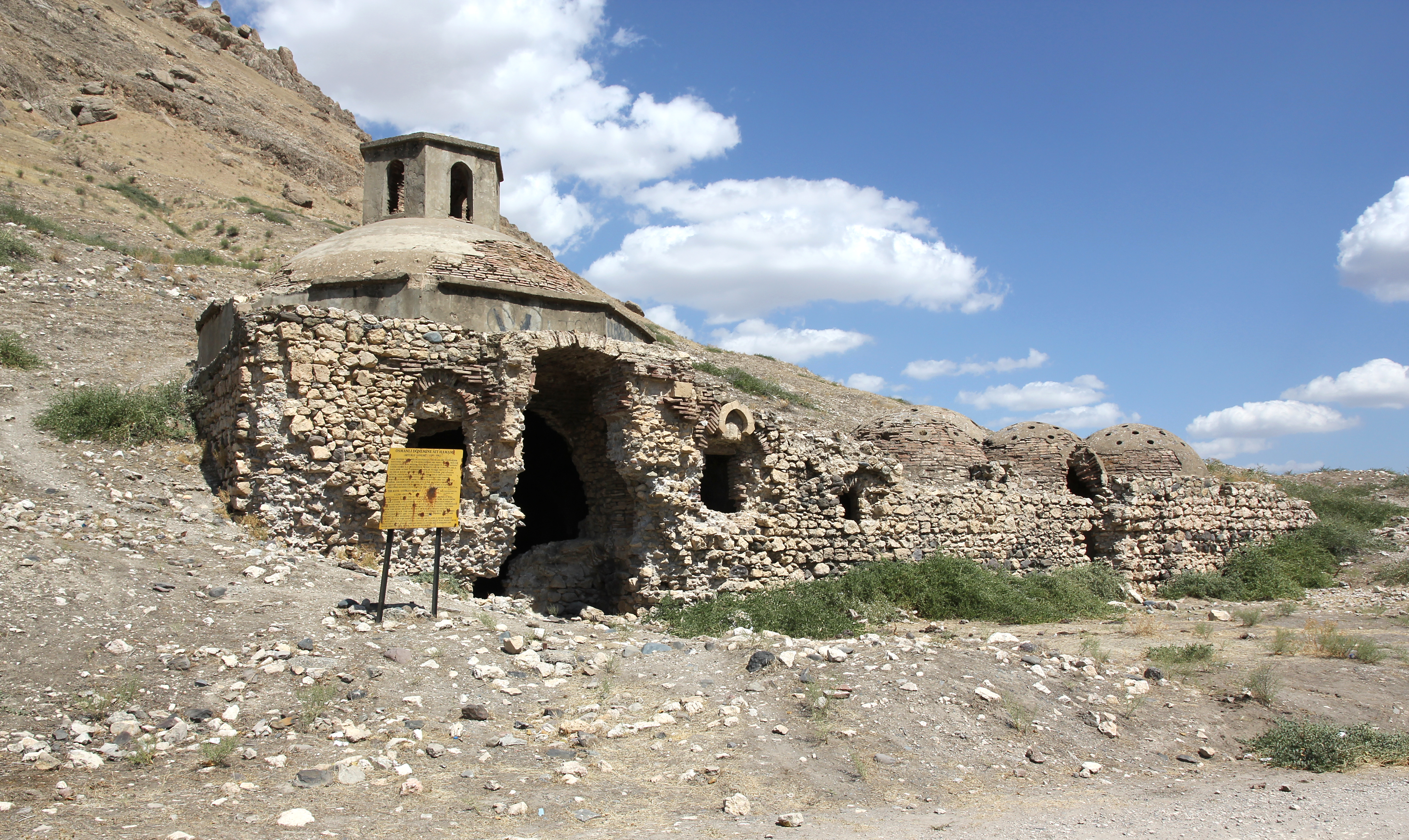
Hamam
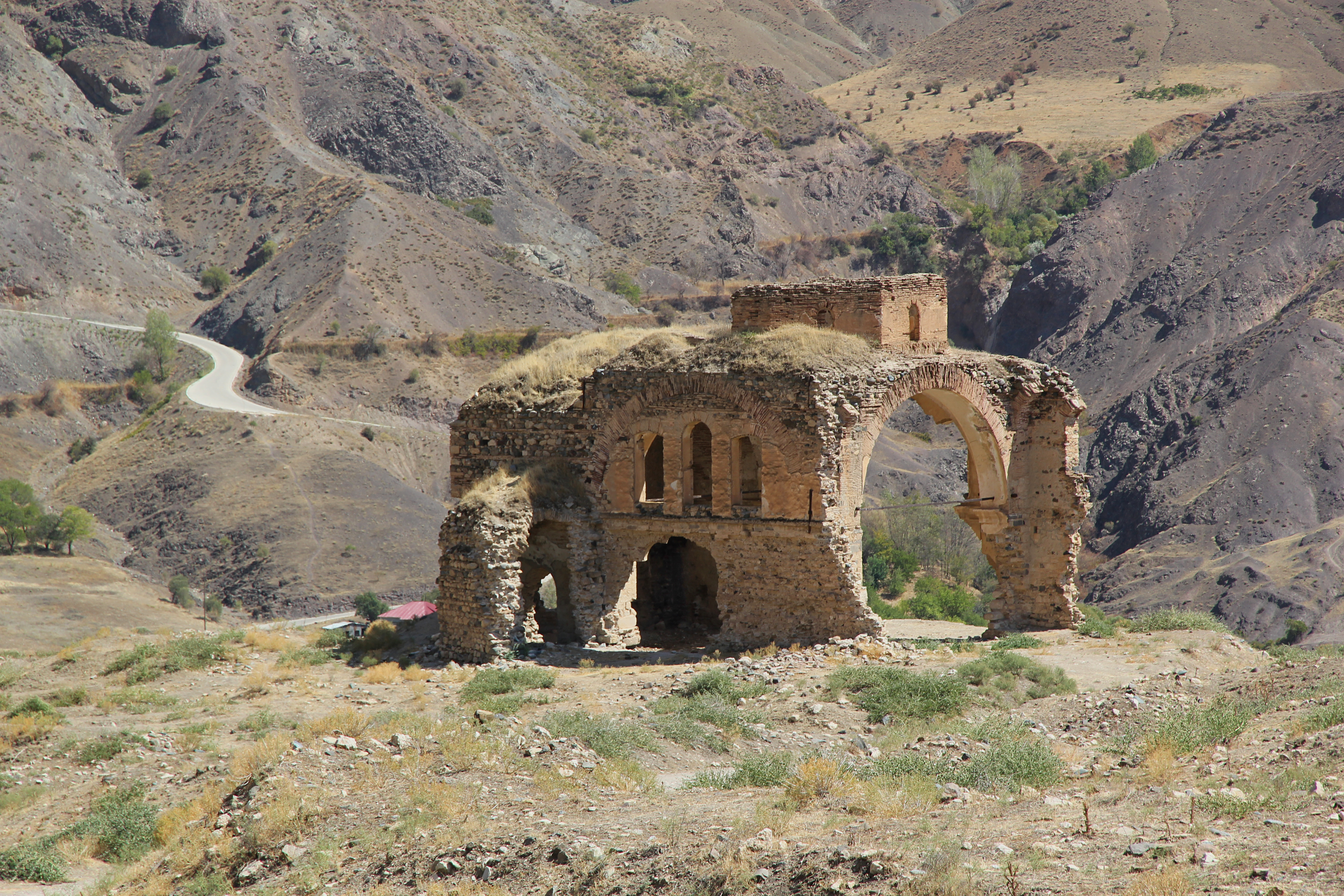
Kirche

## Persönlichkeiten
- Selahattin Demirtaş (* 1973), Politiker und Präsidentschaftskandidat der Halkların Demokratik Partisi (HDP)
- Melkon Gürdjian (1859–1915), armenischer Schriftsteller und Opfer des Völkermords an den Armeniern
- Yusuf Harputlu (* 1981), Sänger

- Scheich Said (1865–1925), kurdischer Rebell